# Дорман, Михаил Антонович
Михаи́л Анто́нович До́рман (1 ноября 1868 — 6 октября 1918) — русский генерал, начальник штаба 21-го армейского корпуса, герой Первой мировой войны.

## Биография
Православный.
Окончил Оренбургский кадетский корпус (1886) и 2-е военное Константиновское училище (1888), откуда выпущен был подпоручиком в 1-й гренадерский Санкт-Петербургский полк. Позднее перешел в 5-й гренадерский Киевский полк.
Чины: поручик гвардии (1894), штабс-капитан армии (1894), капитан (1898), подполковник (1901), полковник (1905), генерал-майор (1915).
В 1900 году окончил Николаевскую академию Генерального штаба по 1-му разряду. В 1900—1901 годах командовал ротой 5-го гренадерского полка. Затем состоял штаб-офицером для особых поручений при штабе 12-го армейского корпуса (1901—1903) и штаб-офицером для поручений при штабе Киевского военного округа (1903—1904). В 1904—1910 годах был начальником штаба 1-й пехотной дивизии, участвовал в русско-японской войне.
2 августа 1910 года назначен командиром 140-го пехотного Зарайского полка, с которым вступил в Первую мировую войну. Был награждён орденом Святого Георгия 4-й степени
За то, что, будучи командиром 140-го пехотного Зарайского полка, в бою 11—15-го декабря 1914 года, командуя вверенным ему полком и находясь под сильным и действительным огнём противника, преодолел упорное его сопротивление и овладел посадом Новый-Корчин и высотой противоположного берега р. Ниды, что имело решающее значение для достижения общего успеха. Трофеями полка были: 67 офицеров, 2604 нижних чина пленными и 4 пулемета.
6 января 1915 года назначен начальником штаба 21-го армейского корпуса, а 29 января 1917 года — командующим 185-й пехотной дивизией.
На январь 1918 года — вновь начальник штаба 21-го армейского корпуса. Затем служил в РККА. 6 сентября 1918 года был арестован органами ЧК в Смоленске по обвинению в том, что якобы возглавлял отделение монархического союза «Наша Родина» в Смоленске, 17 сентября приговорен ЧК Западной области к расстрелу за участие в контрреволюционном заговоре. Расстрелян.
В 1993 году был реабилитирован.

## Награды
- Орден Святого Станислава 3-й ст. (1899);
- Орден Святой Анны 3-й ст. (1904);
- Орден Святого Владимира 4-й ст. (1906);
- Орден Святого Владимира 3-й ст. (1911);
- мечи к ордену Святого Владимира 3-й ст. (ВП 01.03.1915);
- мечи и бант к ордену Святого Владимира 4-й ст. (ВП 14.05.1915);
- Орден Святого Станислава 1-й ст. с мечами (ВП 13.01.1916);
- Орден Святой Анны 1-й ст. с мечами ((ВП 18.04.1916));
- Орден Святого Георгия 4-й ст. (ВП 25.04.1916).